# Baños árabes (Gerona)
Los llamados baños árabes de Gerona constituyen un edificio cristiano de estilo románico.

## Historia
Fueron construidos en 1194 con una estructura que imitaba la de los baños musulmanes. El asedio de 1285 causó considerables destrozos en el edificio. En 1294, Jaime II de Aragón lo cedió a Ramón de Tolrà, a cambio de que lo restaurara. El establecimiento funcionó como baños hasta que se clausuró en el siglo XV. A partir de entonces, pasó a manos privadas que la destinaron a otros usos. En 1617 se estableció un convento de capuchinas que lo utilizaban de despensa, cocina y lavandería. Es durante el siglo XIX que se popularizó el término Baños árabes para referirse al edificio. En 1929, los baños pasaron a titularidad pública y se rehabilitaron.

## Arquitectura
Los baños están divididos en cinco recintos: los vestuarios, la sala fría, la sala tibia, la sala caliente y la sala del horno y la caldera.
Son una construcción de planta similar a las termas romanas, copiada de los modelos musulmanes norteafricanos y con ornamentación románica tardía.
El frigidarium tiene una piscina central de planta octogonal sobre la que hay una pequeña cúpula. La cubierta es de bóveda de medio cañón. Consiste en una estancia cuadrada de 10,8 metros de luz en cuyo centro se levanta un basamento octogonal regular de 1,52 metros de lado exterior siendo su fondo de 0,32 metros más bajo que el de la estancia.
Sobre este basamento que tiene 0,90 metros de altura descansan ocho columnas, una en cada ángulo, con sus arcos correspondientes que rematan en una cúpula octogonal peraltada. El templete es de piedra y su altura desde el pavimento hasta la finalización de la cúpula alcanza los 12,2 metros. Sobre la vuelta hay una azotea en pendiente en cuyo centro sobresale el segundo cuerpo del templete con la cúpula por el que recibe luz la sala aunque también llega la luz por sendas ventanas en ambos lados de la bóveda. La decoración de los capiteles consiste en follaje y algún animal y los arcos no son de herradura sino semicirculares.
En el muro sur de la nave había tres hornacinas para guardar la ropa de los bañistas y en los otros muros había un banco de piedra.
El tepidarium es una sala de planta rectangular cubierta por una bóveda de cañón con tres lumbreras de iluminación rectangulares. Era la sala del baño tibio.
El caldarium, sala de vapor caliente, es de una estructura parecida a la anterior. El pavimento está sobre una estancia de aire caliente como el hipocausto de las termas romanes. La bóveda de medio cañón tiene respiraderos polilobulados.
La siguiente sala, muy deteriorada, es otro caldarium.
La caldera estaba excavada en el subsuelo exterior del edificio.
El resto del edificio se ignora cómo era.

## Imágenes

Baños árabes
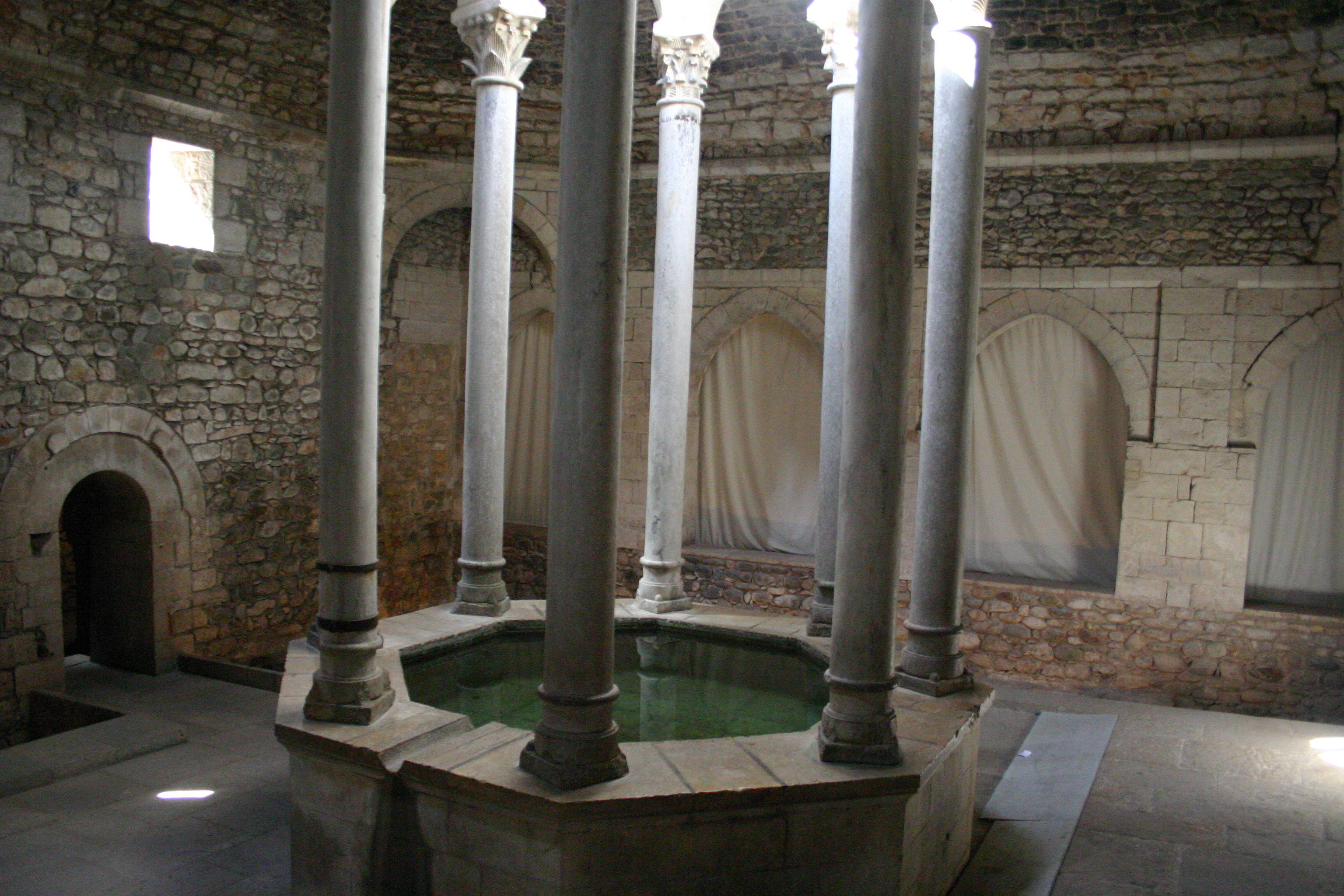
Apodyterium Vestuarios
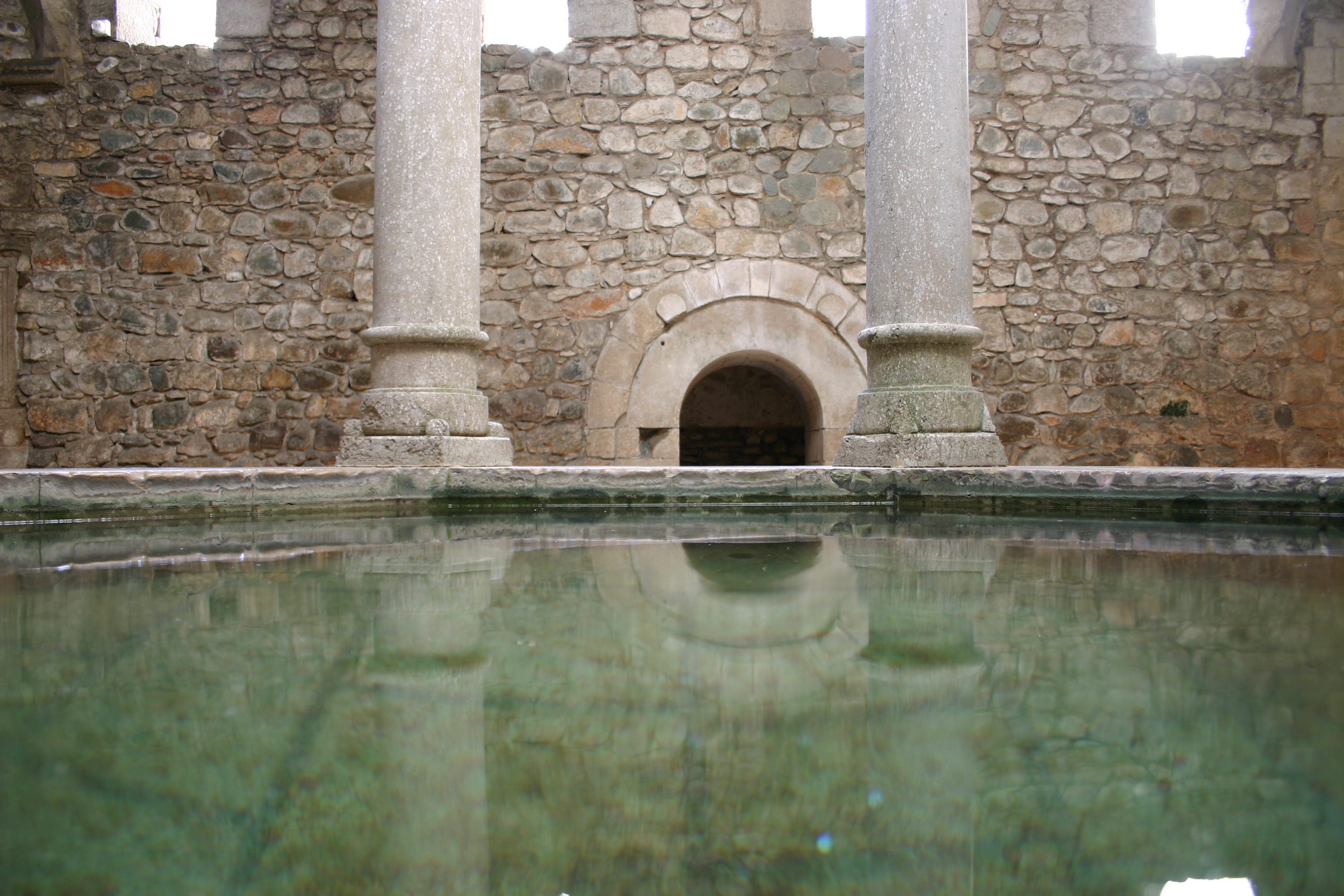
Apodyterium Vestuarios
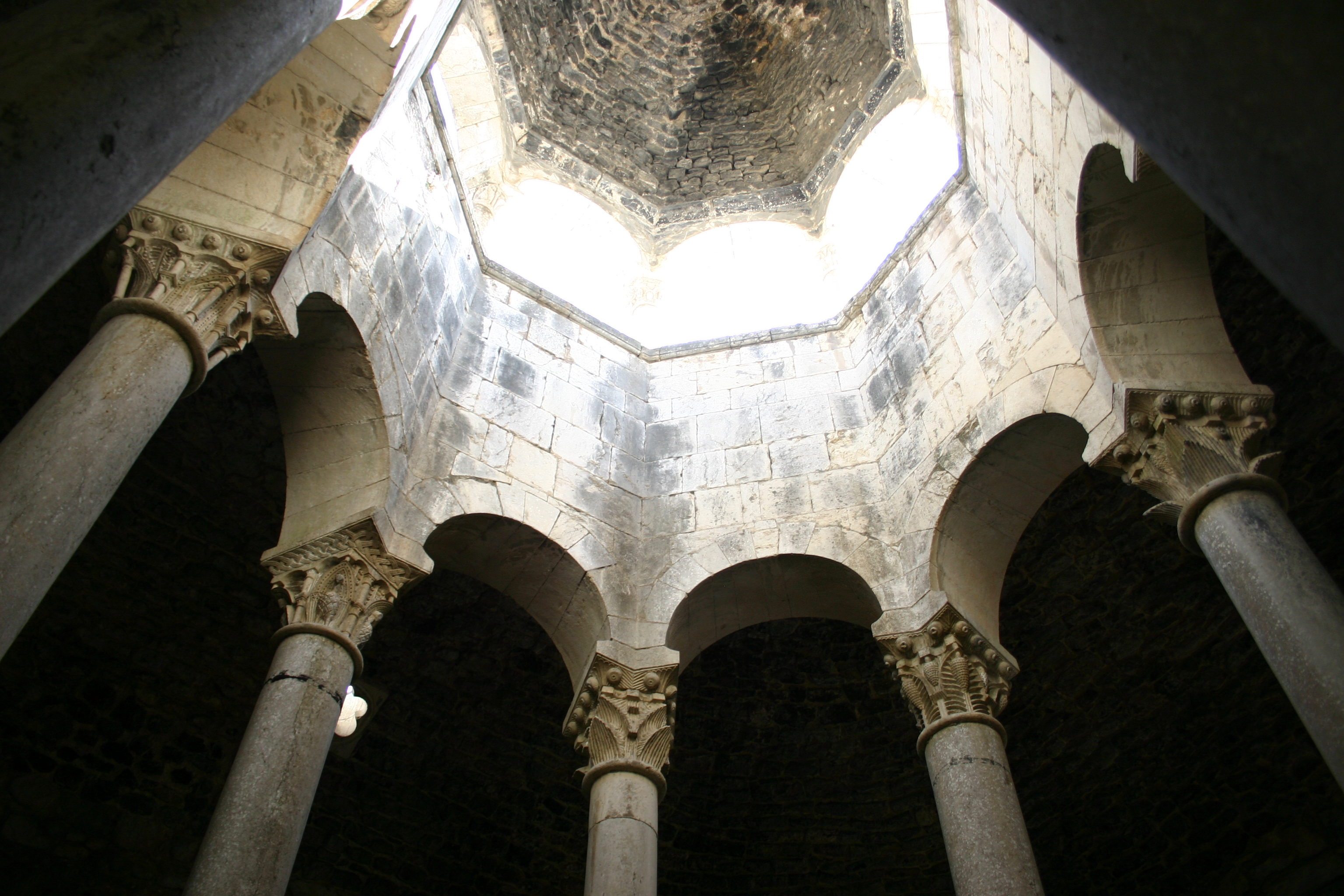
Apodyterium Vestuarios
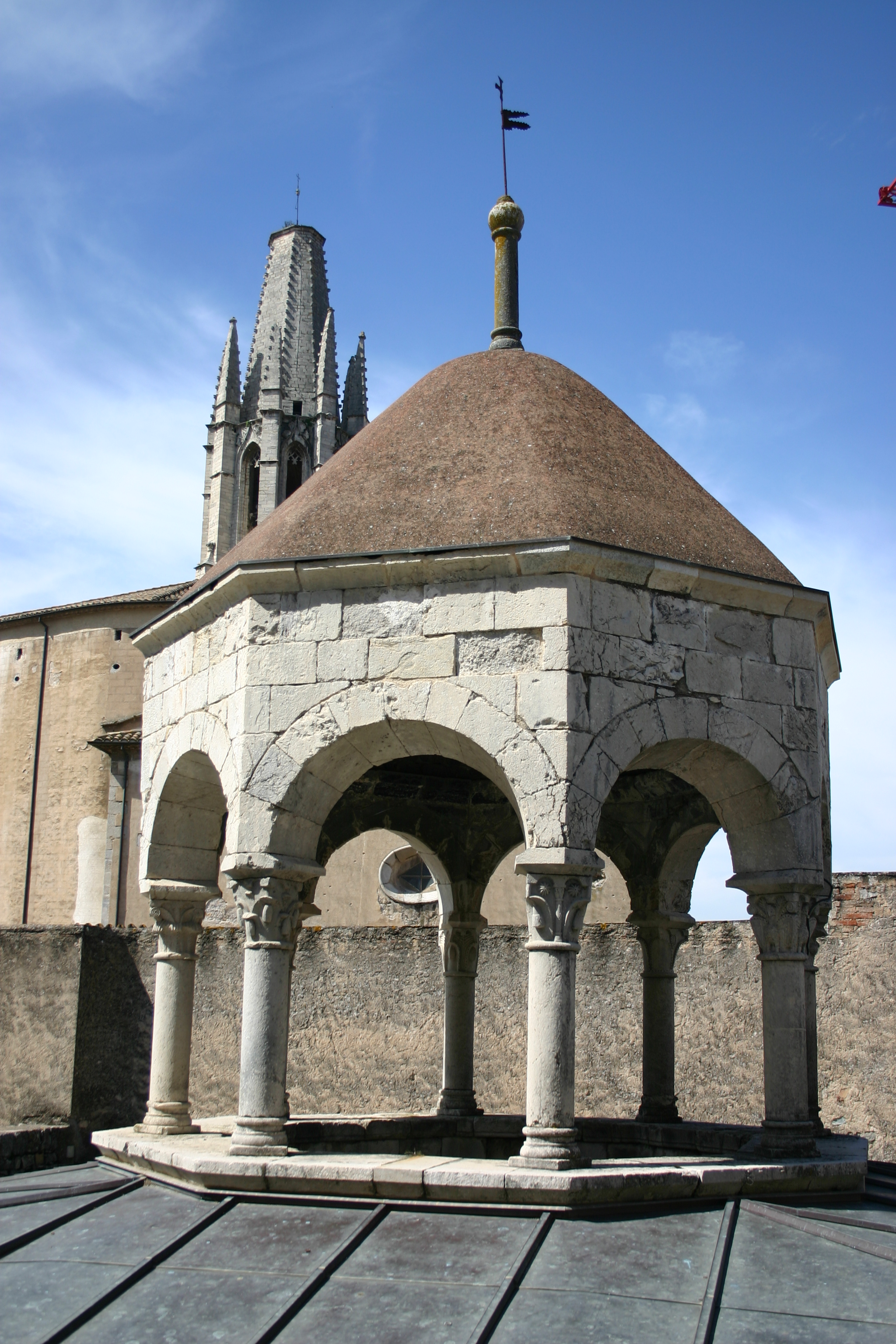
Apodyterium Vestuarios
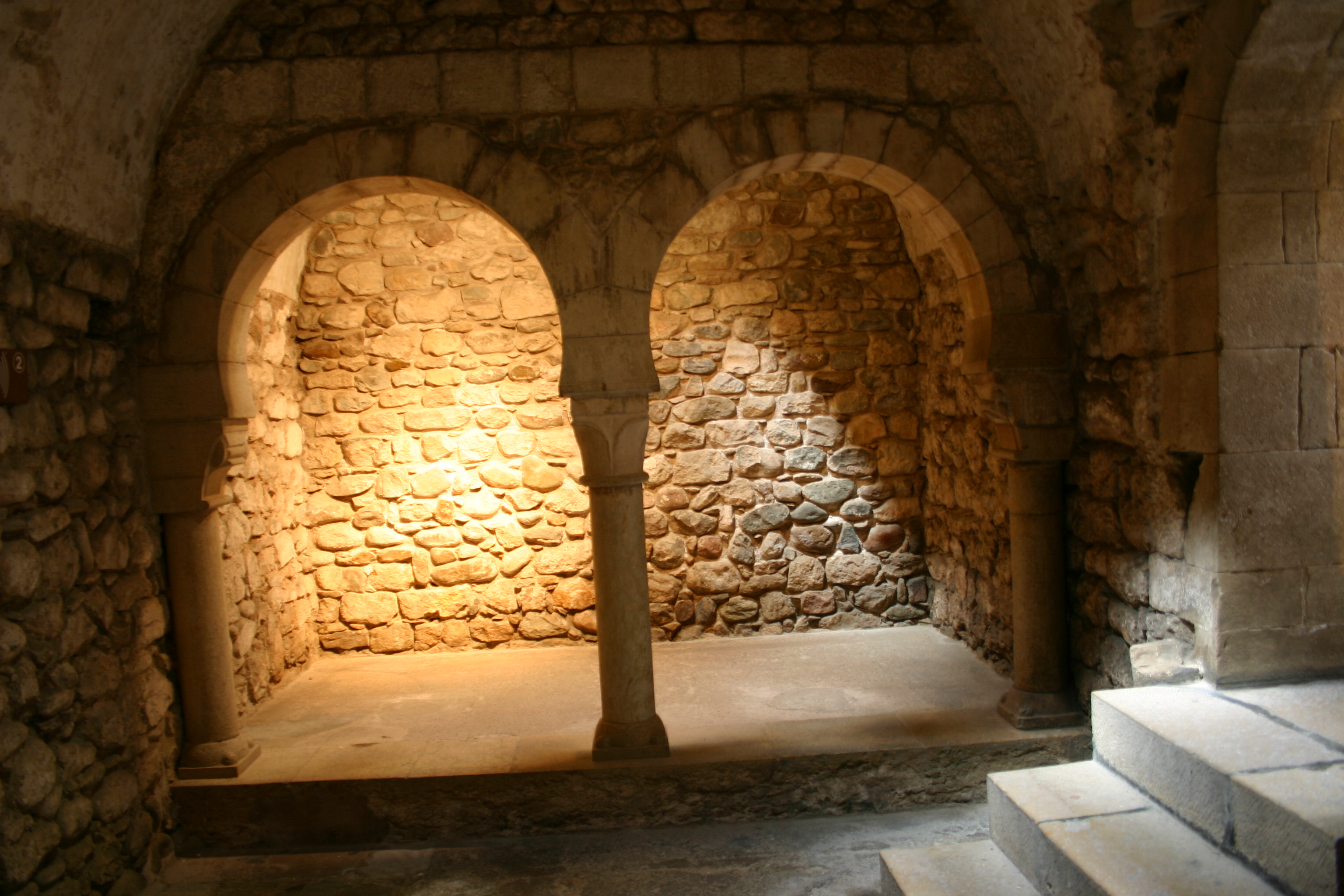
Frigidarium Sala fría
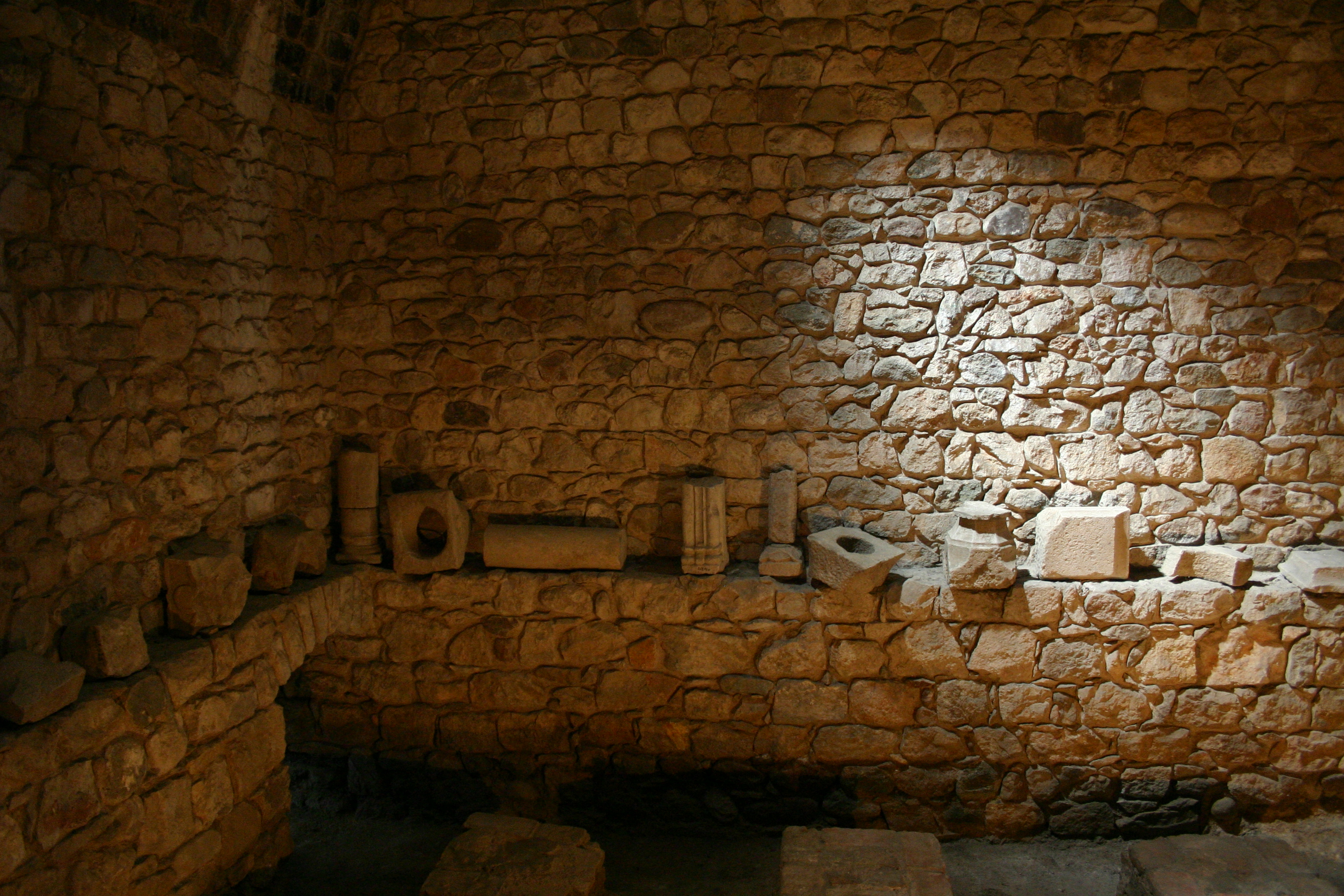
Tepidarium Sala tíbia
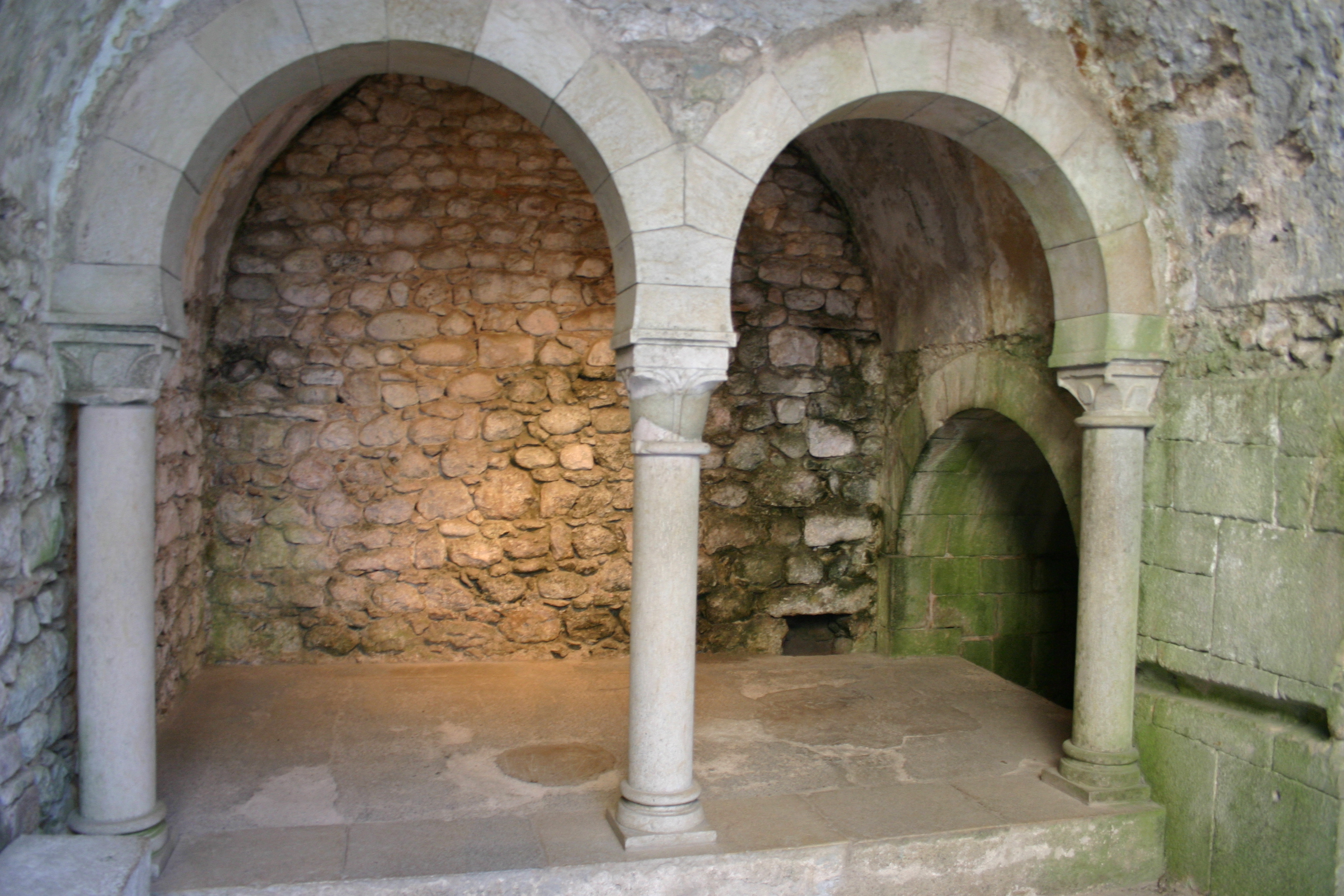
Caldarium Sala caliente
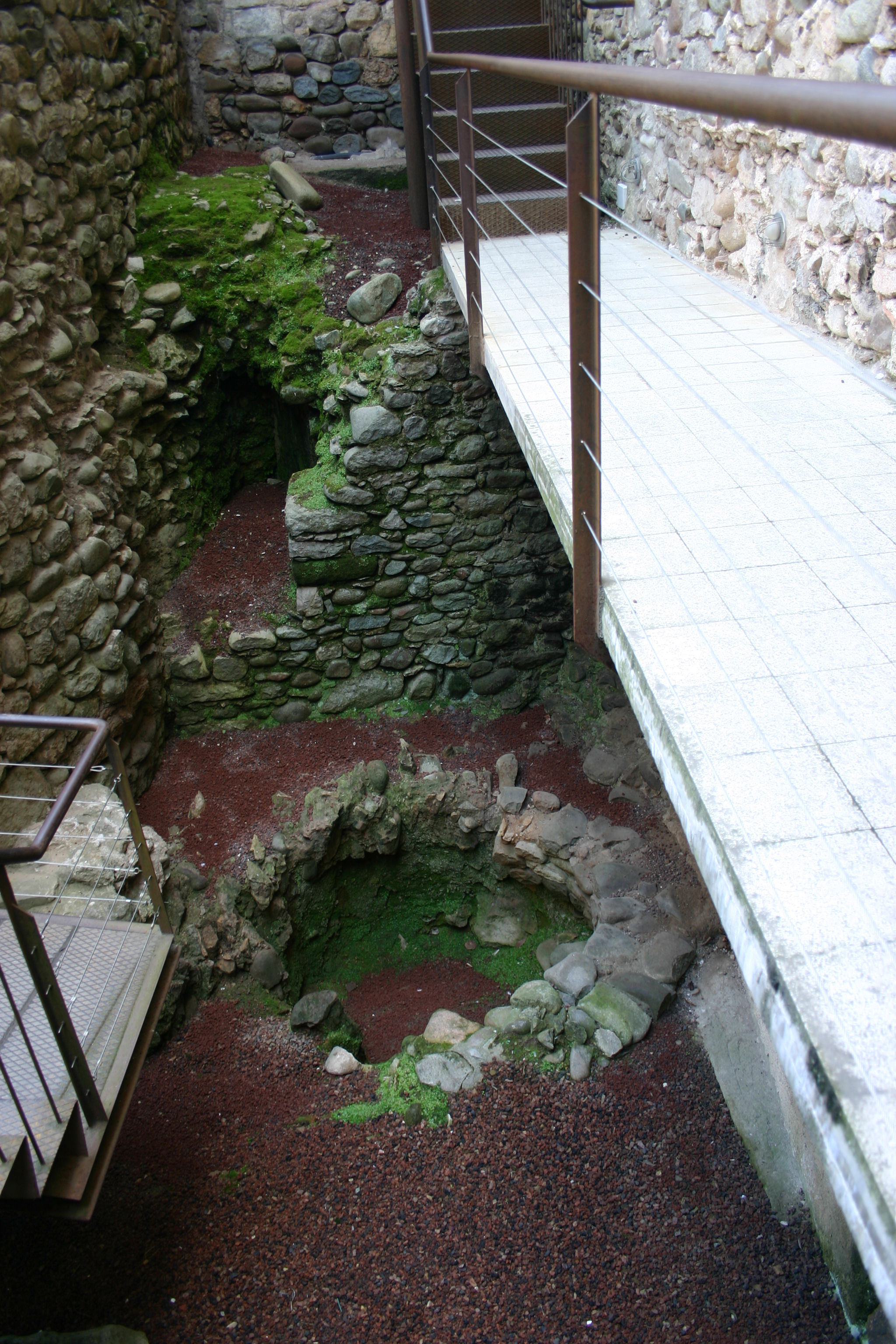
Furnus Horno y caldera